# Саудовская Аравия на летних Олимпийских играх 2012
Саудовская Аравия была представлена на летних Олимпийских играх 2012.

## Медалисты

### Бронза
| Бронза | |                                             |
| №      | Спортсмены | Вид спорта (дисциплина)                     |
| 1      | Камаль Бахмдан на Delphi Принц Абдалла Аль-Сауд на Davos Рамзи Аль-Духами на Bayard van de Villa There Абдалла Аль-Шарбатли на Sultan | Конный спорт (конкур, командное первенство) |

## Результаты соревнований

### Дзюдо
Спортсменов — 2
Соревнования по дзюдо проводились по системе на выбывание. Утешительные встречи проводились между спортсменами, потерпевшими поражение в четвертьфинале турнира. Победители утешительных встреч встречались в схватке за 3-е место со спортсменами, проигравшими в полуфинале в противоположной половине турнирной сетки.
Мужчины
| Категория | Спортсмены    | 1/32 финала        | 1/16 финала                        | 1/8 финала                            | Четвертьфинал        | Полуфинал            | Финал                | Место |
| Категория | Спортсмены    | Соперник Результат | Соперник Результат                 | Соперник Результат                    | Соперник Результат   | Соперник Результат   | Соперник Результат   | Место |
| --------- | ------------- | ------------------ | ---------------------------------- | ------------------------------------- | -------------------- | -------------------- | -------------------- | ----- |
| до 60 кг  | Эйза Маджраши | Не участвовал      | Рауль Лалль (GUI) поб. 1000 - 0000 | Фелипе Китадай (BRA) пор. 0011 - 1011 | Завершил выступление | Завершил выступление | Завершил выступление | 9     |

Женщины
| Категория   | Спортсмены | 1/16 финала        | 1/8 финала         | Четвертьфинал      | Полуфинал          | Финал              | Место |
| Категория   | Спортсмены | Соперник Результат | Соперник Результат | Соперник Результат | Соперник Результат | Соперник Результат | Место |
| ----------- | ---------- | ------------------ | ------------------ | ------------------ | ------------------ | ------------------ | ----- |
| свыше 78 кг |            |                    |                    |                    |                    |                    |       |

### Конный спорт
Спортсменов — 4

#### Конкур
В каждом из раундов спортсменам необходимо было пройти дистанцию с разным количеством препятствий и разным лимитом времени. За каждое сбитое препятствие спортсмену начислялось 4 штрафных балла, за превышение лимита времени 1 штрафное очко (за каждые 5 секунд). В финал личного первенства могло пройти только три спортсмена от одной страны. В зачёт командных соревнований шли три лучших результата, показанные спортсменами во время личного первенства.
| Соревнование              | Спортсмены                                                                  | Квалификация | Квалификация | Квалификация | Квалификация | Квалификация | Квалификация         | Квалификация         | Квалификация         | Финал                | Финал                | Финал                | Финал                | Финал |
| Соревнование              | Спортсмены                                                                  | 1 раунд      | 1 раунд      | 2 раунд      | Всего        | Всего        | 3 раунд              | Всего                | Всего                | Финал A              | Финал A              | Финал B              | Всего                | Всего |
| Соревнование              | Спортсмены                                                                  | Штраф        | Место        | Штраф        | Штраф        | Место        | Штраф                | Штраф                | Место                | Штраф                | Место                | Штраф                | Штраф                | Место |
| ------------------------- | --------------------------------------------------------------------------- | ------------ | ------------ | ------------ | ------------ | ------------ | -------------------- | -------------------- | -------------------- | -------------------- | -------------------- | -------------------- | -------------------- | ----- |
| Индивидуальное первенство | Камаль Бахмдан на Delphi                                                    | 1            | 33 (Q)       | 1            | 2            | 15 (Q)       | 5                    | 7                    | 10 (Q)               | 1                    | 7 (Q)                | 1                    | 2                    | 4     |
| Индивидуальное первенство | Принц Абдалла Аль-Сауд на Davos                                             | 0            | 1 (Q)        | 0            | 0            | 1 (Q)        | 4                    | 4                    | 4 (Q)                | 9                    | 16                   | Завершил выступление | Завершил выступление | 16    |
| Индивидуальное первенство | Рамзи Аль-Духами на Bayard van de Villa There                               | 2            | 41 (Q)       | 0            | 2            | 15 (Q)       | 4                    | 6                    | 9 (Q)                | 12                   | 29                   | Завершил выступление | Завершил выступление | 29    |
| Индивидуальное первенство | Абдалла Аль-Шарбатли на Sultan                                              | 6            | 58 (Q)       | 4            | 10           | 51           | Завершил выступление | Завершил выступление | Завершил выступление | Завершил выступление | Завершил выступление | Завершил выступление | Завершил выступление | 51    |
| Командное первенство      | Камаль Бахмдан Принц Абдалла Аль-Сауд Рамзи Аль-Духами Абдалла Аль-Шарбатли |              |              | 1 0 4        | 1            | 1 (Q)        | 5 4 6                | 14                   |                      |                      |                      |                      |                      | 3     |

### Лёгкая атлетика
Спортсменов —
Мужчины
| Дисциплина  | Спортсмен | Предварительный раунд | Предварительный раунд | Четвертьфиналы | Четвертьфиналы | Полуфиналы | Полуфиналы | Финал     | Финал |
| Дисциплина  | Спортсмен | Результат             | Место                 | Результат      | Место          | Результат  | Место      | Результат | Место |
| ----------- | --------- | --------------------- | --------------------- | -------------- | -------------- | ---------- | ---------- | --------- | ----- |
| 400 м       |           |                       |                       |                |                |            |            |           |       |
| 1 500 м     |           |                       |                       |                |                |            |            |           |       |
| 5 000 м     |           |                       |                       |                |                |            |            |           |       |
| 110 м с/б   |           |                       |                       |                |                |            |            |           |       |
| 3 000 м с/п |           |                       |                       |                |                |            |            |           |       |

### Тяжёлая атлетика
Спортсменов — 1
Мужчины
| Категория | Спортсмен        | Вес   | Рывок | Рывок | Рывок | Толчок | Толчок | Толчок | Всего | Место |
| Категория | Спортсмен        | Вес   | 1     | 2     | 3     | 1      | 2      | 3      | Всего | Место |
| --------- | ---------------- | ----- | ----- | ----- | ----- | ------ | ------ | ------ | ----- | ----- |
| до 94 кг  | Аббас аль Кайсум | 93.06 | 140   | 150   | 155   | 171    | 180    | 185    | 335   | 15    |